# Asalto al Comando de Sanidad del Ejército
El asalto al Comando de Sanidad del Ejército fue realizado el 6 de septiembre de 1973 en la sede del mismo ubicado en el barrio de Parque Patricios entre las calles Combate de los Pozos, 15 de Noviembre, Pasco y Caseros, de Buenos Aires, Argentina por un grupo de catorce integrantes de la organización guerrillera Ejército Revolucionario del Pueblo. En el hecho resultó muerto el teniente coronel Raúl Juan Duarte Ardoy.

## Antecedentes

### Encuadramiento de la operación en la estrategia del ERP
El ERP había decidido, luego de una fuerte discusión interna, que su estrategia política frente al gobierno de Héctor José Cámpora sería la de no atacar al gobierno en tanto el mismo no atacara al pueblo ni a la guerrilla pero que, por su parte, seguiría combatiendo militarmente a las empresas imperialistas y a las fuerzas armadas. La explicación teórica que daba la conducción de la organización era que no se atacaría a la policía porque representaba el poder represivo del Estado, ya que dependía del poder ejecutivo, pero sí al Ejército al que se asignaba el carácter de una fuerza autónoma e independiente del Estado.
Daniel de Santis (2010) afirma que el objetivo militar del ERP eran recuperar las armas que  ahí estaban depositadas y le objetivo político era similar al del copamiento del Batallón de Comunicaciones 141 de Córdoba. 
Para Pablo A. Pozzi, doctor en Historia y docente de la Universidad de Buenos Aires especializado en movimiento obrero argentino y exmilitante del Partido Revolucionario de los Trabajadores, «concebir que podés atacar las FF. AA. y el gobierno no va a hacer nada es una ridiculez». Por su parte Hernán Invernizzi decía, años después, que el ataque al Comando de Sanidad «es el paradigma que resume los errores de concepto de la estrategia del partido».
El ERP sostenía que cualquier gobierno democrático sólo servía para distraer de los verdaderos ejes de la lucha de clases y retrasar la lucha del pueblo. En consecuencia debía operarse para exacerbar las contradicciones y los niveles de enfrentamiento en el seno de la sociedad. La presencia de la guerrilla, pensaba, obligaría al gobierno peronista a adelantar su opción entre ceder momentáneamente o reprimir.

### Presupuestos equivocados del ERP
Pozzi afirma que el PRT asumió algunas conclusiones que resultaron erradas: “En una situación concreta de debilidad de los militares se leyeron equivocadamente una cantidad de señales en torno a lo político-militar. Hubo algunos copamientos que se hicieron a fines de la dictadura de Alejandro Agustín Lanusse que fueron sumamente exitosos. El ERP hizo asaltos de infantería y los militares se rindieron y la conducción entendió que la moral de combate de los militares estaba quebrada, sobre todo, porque los conscriptos no estaban dispuestos a combatir. Mi comprensión es que el ejército a fines del 72 no sabía si resistir o no. Pero fue un momento muy pasajero. Una vez que asume Cámpora y ocurre la masacre de Ezeiza, ya hay una política concreta en su lugar y el cuerpo de oficiales ya sabe lo que va a hacer y responde a una nueva doctrina interna que refleja la decisión de combatir a la guerrilla”.

### Elección del blanco del ataque
Invernizzi afirma que la única Regional en condiciones de realizar el operativo era la de Buenos Aires, lo que limitaba los objetivos, y en definitiva el lugar y el momento dependieron de la situación de Invernizzi: era donde había sido destinado pero no podía demorarse el asalto porque era su último mes en ese destino.

### Descripción del lugar
La entrada principal a la unidad militar estaba sobre la calle Combate de los Pozos; por allí se ingresaba al sector de oficinas, y en una de sus dependencias estaba la sala de guardia. El otro acceso, en la calle 15 de Noviembre correspondía al sector de galpones y depósitos, al edificio de la tropa y a un centro de Hemoterapia Militar que lindaba con la unidad penitenciaria federal N° 6. 
Había otros puestos de guardia a la entrada del pabellón ocupados por los soldados, donde también se encontraba la sala de armas y en los altos del edificio que da sobre la esquina de Combate de los Pozos y 15 de Noviembre.
El personal del Comando estaba compuesto por 350 civiles, entre empleados, administrativos y profesionales y 250 militares –200 de ellos soldados conscriptos–, todos los cuales cumplían horario de 7:30 a 13:00, salvo el jefe de turno y la guardia integrada por 12 soldados, un sargento, y un cabo que permanecían las 24 horas. Había tres seccionales de policía cercanas a la unidad.

### Planificación
Según reconocieron los militares, la planificación fue hecha con cuidado e ingeniosamente, copiando la forma operativa utilizada en la fuga del penal de Rawson, esto es, un pequeño grupo que va dando los primeros golpes, y estuvo a minutos de haber concluido con éxito. Sin embargo, dos conscriptos que se fugaron aprovechando la distracción de un guerrillero y un encuentro con un patrullero, lo hicieron fracasar.
Se intentaba repetir la exitosa operación de febrero de ese año, en la que se había copado el Batallón de Comunicaciones 141 de la provincia de Córdoba, donde se obtuvo una gran cantidad de armamento sin producir muertos ni heridos, y tirando «solo tres disparos».

## El hecho

### Ingreso y toma de la unidad
A la 01:30 del 6 de septiembre de 1973, el soldado dragoneante Hernán Invernizzi, que estaba a cargo de los relevos de los puestos de guardia, fue al acceso de la calle 15 de Noviembre y ordenó a los centinelas que abrieran el portón para dar entrada a un camión que, según dijo, traía mercadería para el Comando. Así lo hicieron y entró un camión F-100, carrozado perteneciente a una empresa comercial seguido de un automóvil particular. Invernizzi amenazó a la guardia con su arma y les ordenó que caminaran lentamente detrás de los vehículos, que siguieron hasta el edificio principal del Comando de Sanidad. Guerrilleros que bajaron de los vehículos sorprendieron al teniente primero Eduardo Rusch y a otros soldados y ante un intento de tomar las armas dispararon hiriéndolos en la pierna al oficial y en la cadera al soldado conscripto Osvaldo Dedged; también resultó herido un guerrillero, que fue evacuado de inmediato por otro guerrillero encargado de llevarlo a la posta sanitaria. Posteriormente Invernizzi y dos guerrilleros recorrieron los puestos restantes y redujeron por sorpresa a los soldados de vigilancia, luego de lo cual esposaron y amordazaron a todo el personal, previamente desarmado, aconsejándoles que estuvieran tranquilos que nada les iba pasar.
Mientras tanto otros de los incursores tras forzar la puerta de la sala de armas comenzaron a cargar en el camión ciento cincuenta fusiles FN FAL y los cajones con la respectiva munición para esas armas, así como material de sanidad. Siendo aproximadamente las 03:30, en una distracción de quienes los custodiaban, dos conscriptos escapan del cuartel y se dirigen a la seccional de policía ubicada a tres cuadras pero a una cuadra del Comando, se encontraron con un patrullero policial al que explican la situación y en pocos minutos la policía cercó el lugar y bloqueó con camiones las salidas de vehículos. Posteriormente arriban fuerzas de Ejército que a las órdenes del teniente coronel Duarte Ardoy, segundo jefe del Regimiento de Patricios desplegaron en todo el perímetro del cuartel cañones sin retroceso, ametralladoras pesadas y otras armas de menor calibre.
Los ocupantes pidieron una tregua para sacar a los heridos, a los que ya habían dado primeros auxilios, y al ser aceptada sacaron por el portón de la calle 15 de noviembre y dejaron en la acera al teniente primero Rutch y el soldado Degdeg, que fueron trasladados inmediatamente en una ambulancia al Hospital Militar.
A las 5:20, el jefe militar intimó la rendición, luego de que una serie de disparos realizado por personal militar desde terrazas de edificios vecinos que daban sobre los fondos del Comando obligaran a los guerrilleros a replegarse sobre los edificios interiores, mientras Duarte Ardoy penetraba al predio con algunos efectivos. Los ocupantes, que se habían atrincherado en la sala de guardia, intentaron comunicarse por teléfono con periodistas, legisladores y jueces, y finalmente decidieron rendirse. Años después, Invernizzi declaró que, pese a poseer un alto poder de fuego gracias a las armas capturadas, ya al planificarse la operación se había decidido no poner en riesgo al vecindario ni al personal civil. Los guerrilleros comenzaron a salir con las manos en la cabeza a la calle Combate de los Pozos, y cuando todavía no lo había hecho la totalidad, se escuchó en el interior de la unidad militar tiros de fusil que, según se supo, mataron a Duarte Ardoy. Los trece guerrilleros que permanecían en el cuartel fueron detenidos y procesados por homicidio calificado, lesiones graves, abuso de armas, asociación ilícita, robo calificado, tenencia de armas de guerra y privación ilegítima de la libertad.
Invernizzi —hijo de la conocida psicóloga Eva Giberti— recibió la pena de reclusión perpetua. Otro participante, el ahora periodista Eduardo Anguita, fue condenado por esta acción a dieciséis años de prisión. El jefe de la operación, Carlos Ponce de León, fue condenado a diecinueve años de prisión. Alberto Elizalde Leal también fue condenado a una pena de 20 años. En los años siguientes estuvo alojado en las cárceles de Devoto, Caseros Vieja, Chaco, Río Gallegos, Devoto nuevamente, La Plata, Sierra Chica, Rawson y Devoto otra vez, desde donde fue liberado el 8 de agosto de 1984, tras la sanción de una ley que computaba doble cada día de detención cumplido mientras duró la dictadura. Invernizzi, Anguita y Ponce de León recuperaron también la libertad tras el retorno a la democracia, en el gobierno de Raúl Alfonsín.

### La muerte del teniente coronel Duarte Ardoy
Invernizzi —que al momento del disparo se estaba rindiendo en la calle— dice que por un error de comunicación, Ardoy, que estaba ingresando por los fondos, no supo que se habían rendido y siguió avanzando hasta que alguien le disparó. «Nunca hubo voluntad real de investigar y fue cómodo achacárnoslo a nosotros», se queja y agrega que «la hipótesis más plausible es que fue un disparo de algún colimba nervioso». Pozzi afirma que es muy probable que lo hayan liquidado los militares porque la trayectoria de la bala parece indicar que venía desde la propia tropa. Rubén Oscar Suárez, del grupo guerrillero, dice que la orden que había era de no disparar y si lo hacían, solo para intimidar y no para matar, por lo que se adhiere a la tesis de la bala perdida.
El exmilitante del ERP, Gustavo Plis Sterenberg, da en su libro Monte Chingolo una versión de los hechos similar al del Ejército: «Pese a la orden de tirar solo para intimidar, desde el piso superior del edificio, un guerrillero lo hiere gravemente».
La revista del ERP, Estrella Roja, que recoge el «Parte de guerra» de los hechos, atribuye la muerte de Duarte Ardoy a un enfrentamiento. Otro documento del ERP sobre esta operación, detalla los nombres de todos los participantes y afirma que en un combate, el fuego de sus combatientes abatió a Duarte Ardoy.
El teniente coronel Raúl Juan Duarte Ardoy había nacido el 30 de octubre de 1929 en la Provincia de Corrientes e ingresó el 1 de marzo de 1948 en el  Colegio Militar de la Nación, de donde egresó el 12 de diciembre de 1950 como subteniente de infantería. Luego obtuvo en la  Escuela Superior de Guerra el título de oficial de Estado Mayor, estaba casado y era padre de dos hijos.

## Consecuencias
Como consecuencia del hecho, Raúl Alberto Lastiri, presidente interino desde julio a raíz de la renuncia de Héctor José Cámpora, firmó el decreto N.º 1453/73 que ilegalizaba al ERP, el mismo día en que Perón ganaba las elecciones.
En el diario La Prensa del 7 de septiembre de 1973 se señalaba que entre los guerrilleros detenidos había cuatro que habían sido condenados antes del 25 de mayo de ese año y que salido en libertad por la Ley de Amnistía de ese mismo día: Miguel López, Ramón Alberto Gómez, Martín Marcó y Carlos Tomás Ponce de León (este último condenado por el secuestro y asesinato del empresario Oberdan Sallustro). También estaban Alejandro Enrique Ferreira Beltrán, que se había fugado a Chile del penal de Rawson donde estaba detenido y Rubén Juares y Rodolfo Rodríguez, que se escaparon en el Palacio de Tribunales cuando los llevaban a declarar.
Hubo declaraciones de repudio al hecho por parte del Frente Justicialista de Liberación en la Cámara de Diputados y de la CGT.
Julio Santucho, en su libro Los últimos guevaristas, afirma: 

«Si en 1973 la izquierda argentina hubiera comprendido que el ciclo insurreccional estaba cerrado y hubiese tenido la capacidad de hacer política revolucionaria en las nuevas condiciones, de elaborar un proyecto de conquistas democráticas y de disputar el consenso al peronismo en el marco democrático, la lucha armada no se hubiera prolongado después de las elecciones.»

En cambio, tanto el ERP como Montoneros cometieron el error de continuar con su accionar militar cuando el pueblo aún no había agotado su confianza en la clase política en general y en el peronismo en particular.
Daniel de Santis, exmilitante del PRT,  afirma en su libro que las reacciones de todo el arco político burgués fueron de violento repudio y en defensa del Ejército contrarrevolucionario. El PRT consideró que  hubo " aprobación de las masas  explotadas que se lamentaron únicamente de la no concreción del objetivo" y agrega que " a nosotros nos pareció que era muy difícil medirlo y no tuvimos esa sensación, pero no dudamos de la línea y, como venimos diciendo, el hecho objetivo era que el ERP no quedaba aislado políticamente sino que aumentaba su influencia".  